# Choisy
Choisy ist eine französische Gemeinde im Département Haute-Savoie in der Region Auvergne-Rhône-Alpes.

## Geographie
Choisy liegt auf 611 m, etwa 12 Kilometer nordnordwestlich der Stadt Annecy (Luftlinie). Das Bauerndorf erstreckt sich an aussichtsreicher Lage an einem sanft nach Westen geneigten Hang über dem Tal der Petites Usses, nordwestlich des Höhenrückens der Montagne de Mandallaz, im Genevois.
Die Fläche des 16,57 km²  großen Gemeindegebiets umfasst einen Abschnitt des Genevois. Im Westen verläuft die Grenze teilweise entlang dem Bach Petites Usses (linker Seitenbach der Usses), der hier in einem Tal mit mehreren Windungen von Südosten nach Nordwesten fließt. Von diesem Tal erstreckt sich das Gemeindeareal ostwärts über die angrenzende Mulde und den Hang von Choisy bis auf einen breiten Höhenrücken (730 m), der im Norden vom Tal der Usses abgegrenzt wird. Das Hochplateau wird im Südosten vom bewaldeten Kamm der Montagne de Mandallaz überragt, auf dem mit 905 m die höchste Erhebung von Choisy erreicht wird.
Zu Choisy gehören neben dem eigentlichen Ortskern auch verschiedene Weilersiedlungen und Gehöfte, darunter:
- Véry (480 m) auf dem Plateau östlich des Tals der Petites Usses
- Ballaison (500 m) auf dem Plateau östlich des Tals der Petites Usses
- Buaz (530 m) auf dem Plateau unterhalb des Dorfes
- Basset (550 m) am Hang von Choisy
- Grillon (560 m) am Hang von Choisy
- Les Mégevands (670 m) auf dem Höhenrücken von Choisy
- Arthaz (626 m) am Ruisseau de Mounaz östlich des Höhenrückens von Choisy
- Rosière (780 m) auf dem Hochplateau nordwestlich der Montagne de Mandallaz
- Rossy (742 m) auf dem Hochplateau nördlich der Montagne de Mandallaz

Nachbargemeinden von Choisy sind Marlioz und Cercier im Norden, Allonzier-la-Caille und Cuvat im Osten, La Balme-de-Sillingy im Süden sowie Mésigny und Sallenôves im Westen.

## Geschichte
Der Ortsname ist wahrscheinlich vom gallorömischen Geschlechtsnamen Caucius abgeleitet und bedeutet etwa so viel wie Landgut des Caucius. Im Mittelalter gehörte Choisy zur Herrschaft La Vulpillière, die im 13. Jahrhundert an die Familie Compey von Thorens-Glières gelangte. Im Jahre 1533 kam der Ort vorübergehend unter die direkte Herrschaft der Grafen von Genf, bevor 1568 die Familie Reydet mit der Verwaltung des Gebietes betraut wurde.

## Sehenswürdigkeiten
Die Dorfkirche wurde 1880 im Stil der Neugotik an der Stelle eines Vorgängerbaus errichtet, wobei der Chor dieser Kirche aus dem 15. Jahrhundert mit einbezogen wurde. Im Weiler Rossy steht ein Schloss, das im 17. Jahrhundert von der Familie Reydet erbaut worden war.

## Bevölkerung
| Jahr                       | 1962 | 1968 | 1975 | 1982 | 1990 | 1999 | 2005 |
| Einwohner                  | 570  | 524  | 551  | 767  | 1068 | 1365 | 1529 |
| Quellen: Cassini und INSEE |      |      |      |      |      |      |      |

Mit 1704 Einwohnern (Stand 1. Januar 2022) gehört Choisy zu den kleineren Gemeinden des Département Haute-Savoie. Im Verlauf des 19. und 20. Jahrhunderts nahm die Einwohnerzahl aufgrund starker Abwanderung kontinuierlich ab (1861 wurden in Choisy noch 950 Einwohner gezählt). Seit Mitte der 1970er Jahre wurde jedoch dank der schönen Wohnlage wieder eine markante Bevölkerungszunahme verzeichnet.

## Wirtschaft und Infrastruktur
Choisy ist noch heute ein vorwiegend durch die Landwirtschaft geprägtes Dorf. Daneben gibt es einige Betriebe des lokalen Kleingewerbes. Viele Erwerbstätige sind Wegpendler, die in den größeren Ortschaften der Umgebung, insbesondere im Raum Annecy ihrer Arbeit nachgehen.
Die Ortschaft liegt abseits der größeren Durchgangsstraßen, ist aber von La Balme-de-Sillingy an der Hauptstraße N508, die von Annecy nach Bellegarde-sur-Valserine führt, leicht erreichbar. Weitere Straßenverbindungen bestehen mit Sallenôves, Cercier und Allonzier-la-Caille. Der nächste Anschluss an die Autobahn A41 befindet sich in einer Entfernung von rund 8 km.

## Persönlichkeiten
- Raymond Gilloz (1931–2015), Eisschnellläufer